# Острів Аделаїди
О́стрів Аделаї́ди (рос. Остров Аделаиды) — острів в Північному Льодовитому океані, у складі архіпелагу Земля Франца-Йосифа. Адміністративно відноситься до Приморського району Архангельської області Росії.

## Географія
Острів знаходиться у східній частині архіпелагу, входить до складу Білої Землі. Розташований на захід від острова Єва-Лів в протоці Сарса.
Острів округлої форми діаметром 2 км, повністю вкритий льодом.

## Історія
Острів відкритий 1895 року полярним дослідником Фрітьйофом Нансеном під час експедиції 1893–1896 років і названий на честь матері Нансена Аделаїди Юханни Текли.